# Friends of Mine
Friends of Mine är Adam Greens andra soloalbum, utgivet 2003 på skivbolaget Rough Trade Records.

## Låtlista
Samtliga låtar skrivna av Adam Green, om inte annat uppges.
1. "Bluebirds" - 2:07
2. "Hard to Be a Girl" - 1:41
3. "Jessica" - 2:37
4. "Musical Ladders" - 2:20
5. "The Prince's Bed" - 2:29
6. "Bunnyranch" - 1:35
7. "Friends of Mine" - 2:49
8. "Frozen in Time" (Green, Galen Pehrson) - 2:12
9. "Broken Joystick" - 1:24
10. "I Wanna Die" - 1:49
11. "Salty Candy" - 1:39
12. "No Legs" - 2:02
13. "We're Not Supposed to Be Lovers" - 3:08
14. "Secret Tongues" - 2:09
15. "Bungee" - 2:53